# Mosonszolnok
Mosonszolnok (deutsch Zanegg, kroatisch Canig) ist eine Gemeinde im Komitat Győr-Moson-Sopron in Nordwest-Ungarn, nahe der Grenze zu Österreich und der Slowakei. Der Ort liegt auf dem Heideboden, der sich zwischen dem Nordufer des Neusiedler Sees und der Donau mit ihren Nebenarmen (Kleine oder Wieselburger Donau) sowie den östlichen Abhängen des Leitha-Gebirges und dem Sumpfgebiet Hanság erstreckt.

## Ortsname
Der Ortsname geht vermutlich auf das slawische Solnik (salzige Stelle) zurück. Daraus entwickelten sich die deutsche Bezeichnung, die bis ins 19. Jahrhundert uneinheitlich geschrieben wurde (Zanickh, Zannig, Zanek usw.), und das ungarische Szolnok.

## Frühe Zeugnisse und urkundliche Erwähnungen
Seit der Regierungszeit König Stephans I. (997–1038) siedelten deutsche Einwanderer auf dem Heideboden. Das älteste Zeugnis des Ortes ist das Hauptschiff der Zanegger Kirche, das im romanischen Stil errichtet wurde. Das Tympanon, ein Relief mit dem segnenden Christus, das sich ursprünglich über dem Haupteingang der Kirche befand, wird auf das letzte Viertel des 12. Jahrhunderts datiert. Es befindet sich heute im Hansági-Museum in Ungarisch-Altenburg (Magyaróvár). Nicht eindeutig ist die erste schriftliche Erwähnung: Frühe Urkunden nennen die Namen Czolnek (1385), Zolnok (1399) und Zonigen (1432). Erst 1451 findet sich (aus Anlass von Erbstreitigkeiten um die Herrschaft Ungarisch-Altenburg) in einer Urkunde die Bezeichnung Chanigh, die der überlieferten Sprechweise entspricht; auch der inhaltliche Kontext verweist eindeutig auf Zanegg.
Der Name eines Zanegger Bürgers ist erstmals auf einer spätgotischen Mirakeltafel im niederbayerischen Wallfahrtsort Altötting dokumentiert: Wolfgang Krätzer aus Zanickh („bey dem ungrischen Adenburg“) dankt darauf für die Rettung eines Kindes, das in einen Brunnen gefallen war. Der Text schließt mit der Jahreszahl 1515.

## Geschichte
Nach der Übernahme der Herrschaft Ungarisch-Altenburg durch die Habsburger (1528) wurden 1546 in einem Grundbuch (Urbar) die Namen der Lehensbauern erfasst. Darin tauchten die Familiennamen Haidn, Lang, Lehner, Unger, Weiß, Zechmeister und Zwickl auf. Erst später zugezogen sind die Familien Thullner und Neuberger, deren Namen auf den Herkunftsort verweist. Der österreichische Erzherzog war bis 1848 Grundherr von Zanegg, als es zur Befreiung der Bauern aus der Leibeigenschaft kam.
Während des ersten Türkensturms auf Wien (1529) wurden die Dörfer auf dem Heideboden verwüstet, der größere Teil der Häuser in Zanegg wurde zerstört. Die gesunkene Bevölkerungszahl wurde durch Neuansiedler aus Bayern und Österreich ausgeglichen. Über Schäden durch den zweiten Türkensturm (1683) in Zanegg ist nichts überliefert. Die Zanegger nahmen zeitweise den lutherischen Glauben an, was sie in Konflikt mit der Herrschaft Ungarisch-Altenburg brachte. Nach 1670 beugten sich die Untertanen der Gegenreformation und wurden katholisch.
Im Jahr 1707 überfielen die Magyaren (Kuruzen) in Zanegg ein kaiserliches Regiment unter Führung des Generals Graf Drašković, das dort Winterquartier genommen hatte. Das Dorf wurde geplündert und in Brand gesteckt. Weder die französische Besetzung (1809) noch die Revolutionswirren der Jahre 1848/49 hatten größere Auswirkungen auf Zanegg.

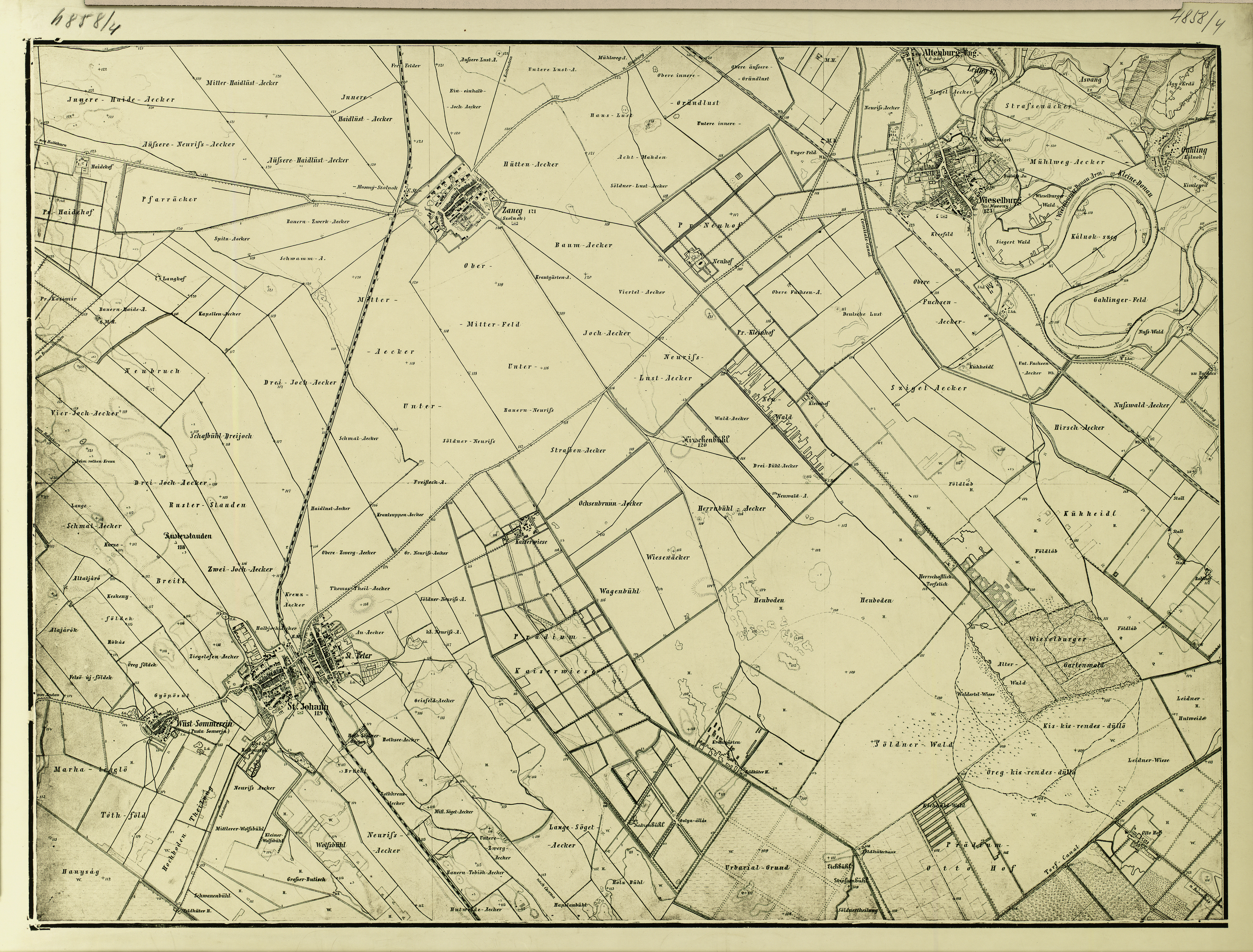
Zaneg (links oben) um 1873 (Aufnahmeblatt der Landesaufnahme)

Nach der Schaffung eines eigenen Königreichs im Ausgleich von 1867 verfolgte Ungarn eine Assimilierungspolitik, die zur Magyarisierung der Minderheiten führen sollte. In den Volkszählungen von 1880 (86 %) und 1920 (85 %) bekannte sich allerdings die überwiegende Mehrheit der Zanegger weiterhin zum Deutschtum. 1908 wurde der Ortsname offiziell ungarisch Mosonszolnok. Dem Gedächtnis der Gefallenen und Vermissten des Ersten Weltkriegs ist ein 1923 errichtetes Kriegerdenkmal gewidmet. Während der dreimonatigen Herrschaft Béla Kuns in Ungarn (1919) bildete sich auch in Zanegg ein örtliches kommunistisches Direktorium, das einige Bürger verhaften ließ.
Im Friedensvertrag von Saint-Germain-en-Laye (bei Paris) erhielt Österreich 1919 den deutschsprachigen Teil Westungarns zugesprochen, jedoch nicht vollständig: Im Widerspruch zum Selbstbestimmungsrecht der Völker verblieb ein zusammenhängendes Teilstück bei Ungarn: der östliche Teil des Komitates Wieselburg, in dem etwa 25.000 Deutsche lebten, hauptsächlich in den zehn deutschen Gemeinden, darunter Zanegg. Begründet wurde diese Maßnahme mit dem Wunsch der Tschechoslowakei, mit der Bahnlinie Preßburg – Csorna (Bahnstrecke Hegyeshalom–Szombathely) eine Verbindung auf ungarischem Boden in den Süden zu haben. Sie dürfte aber auch im Interesse ungarischer Großgrundbesitzer aus Adelskreisen gelegen haben, die im Grenzgebiet Güter besaßen. Österreich wird auch mangelnde Beharrlichkeit in den Verhandlungen vorgehalten. Eine Volksabstimmung wurde nicht durchgeführt.
In der Volkszählung 1941 bekannten sich von 3.171 Einwohnern Zaneggs 83 % zum Deutschtum. Zieht man die auf den umliegenden Gutshöfen angesiedelten Ungarn ab (etwa 500), so waren unter den Dorfbewohnern ungefähr 97 % Deutsche. Die Zanegger Ortsgruppe des nationalsozialistisch beeinflussten Volksbunds der Deutschen in Ungarn wurde im Juni 1940 gegründet; deren genaue Mitgliederzahl ist nicht bekannt. Im Dorf soll es zu Spannungen zwischen Anhängern und Gegnern des Volksbunds gekommen sein.
Im Zweiten Weltkrieg dienten Zanegger zunächst in der ungarischen Armee. Nach einem Abkommen mit dem ungarischen Staat wurden ab 1942 Freiwillige für die Waffen-SS in Zanegg geworben. 1944 wurde aufgrund eines weiteren Abkommens die Wehrpflicht für Volksdeutsche zur Waffen-SS eingeführt; alleine im September 1944 wurden etwa 500 Zanegger Männer zwangsrekrutiert. Am 1. April 1945 wurde Zanegg nach einem kurzen Kampf mit deutschen Truppen von sowjetischen Soldaten eingenommen. Zeitzeugen berichten von willkürlicher Gewalt und Vergewaltigungen während der Besetzung.

## Vertreibung und Ansiedlung in Süddeutschland
Auf der Potsdamer Konferenz (1945) erreichte der ungarische Staat die Einwilligung der Siegermächte zur Umsiedlung der Ungarndeutschen, dies endete letztlich ohne Zustimmung der Westmächte in einer organisierten Vertreibung von Seiten der ungarischen
Übergangsregierung, unter russischer Unterstützung. In Zanegg wurde im August 1945 ein Sammellager für die Bewohner der umliegenden Gemeinden eingerichtet. Mehr als 400 Polizisten riegelten das Dorf ab, berichtet wird von großer Raumnot. Nach der Studie von Tóth (2001: 128) waren in Zanegg 19.640 Deutsche aus 16 Herkunftsdörfern untergebracht. Im April 1946 wurden die Deutschen aus Zanegg in vier Transporten in Viehwaggons nach Deutschland gebracht. Die Zielorte lagen in Baden-Württemberg (Mosbach, Herrenberg, Ulm, Crailsheim, Heilbronn). Nur etwa 5 % der Deutschen blieben in Ungarn. In Zanegg endete eine nachweislich mindestens 400 Jahre lang existierende Dorfgemeinschaft.
Die Zanegger wurden vor allem in Baden-Württemberg (Landkreise Böblingen, Crailsheim, Heilbronn, Mosbach, Ulm, Nürtingen), in kleinerer Zahl auch in Bayern und Österreich angesiedelt. Nicht selten stießen die Vertriebenen aus Zanegg, die mittellos ankamen und denen – oft gegen den Willen der Hausbesitzer – Wohnraum zugewiesen wurde, auf Ablehnung unter den Einheimischen. Mit der Geschichte der deutschen Vertriebenen nach 1945 und ihrer Ausgrenzung durch die Einheimischen hat sich der Historiker Andreas Kossert 2008 in seinem Buch Kalte Heimat auseinandergesetzt.
Seit 1958 werden regelmäßig Zanegger Treffen veranstaltet. Die Stadt Leinfelden-Echterdingen (südlich von Stuttgart), wo die Treffen seit 1962 in jedem zweiten Jahr stattfinden, hat 1985 die Patenschaft dafür übernommen. Johann Neuberger (1922–2002) organisierte die Zanegger Treffen ab 1958, seit seinem Tod leitet seine Schwester Gretel Weisz die Treffen. 50 Jahre nach der Vertreibung (1996) enthüllten die Zanegger am Fichtenweg in Leinfelden eine Gedenktafel.

## Mosonszolnok in der Gegenwart
Die grenznahe Lage zu Österreich begünstigt die wirtschaftliche Entwicklung von Mosonszolnok. Zwei deutsche Firmen aus dem Bereich der Automobilzulieferindustrie (BOS, Visiocorp) ließen sich in der Gemeinde nieder. Die Kontakte zwischen Deutschen und Ungarn werden von Sándor Török, dem Bürgermeister von Mosonszolnok, ebenso gefördert wie vonseiten der Stadt Leinfelden-Echterdingen. Johann Neuberger wurde 2001 in Anerkennung seiner Verdienste um die Verständigung zwischen alten und neuen Bewohnern der Gemeinde zum Ehrenbürger von Mosonszolnok ernannt. Seit 2001 reisen Delegationen aus Ungarn regelmäßig zu den Zanegger Treffen nach Deutschland, darunter auch viele Jugendliche. Im Wechsel mit den Treffen findet in jedem zweiten Jahr eine Busfahrt der Zanegger in die alte Heimat statt. 60 Jahre nach der Vertreibung trafen sich am 25. Juni 2006 Deutsche und Ungarn in Mosonszolnok zum Gedenken und zu einer gemeinsamen Feier. Auch mit Unterstützung der Heimatvertriebenen konnten in den letzten Jahren die Kirche, die Anna-Kapelle, der alte Friedhof und andere Einrichtungen renoviert werden.

## Heimatforschung
Auf ihren Treffen, in Ausstellungen und Publikationen haben die Zanegger versucht, die Erinnerung an die gemeinsame Geschichte lebendig zu halten. Johann Neuberger zeichnete die mündliche Erinnerung seiner Landsleute auf, sammelte Fotos und recherchierte in Archiven. Neben vielen Broschüren verfasste er ein Heimatbuch über die Gemeinde Zanegg, das 1989 erschienen ist. Die Geschichtswerkstatt Leinfelden-Echterdingen hat sich 1991/92 in einer  Ausstellung mit der Aufnahme der Vertriebenen, auch aus Zanegg, und ihrem Neuanfang in der fremden Umgebung befasst.

## Söhne und Töchter
- Ferdinand von Stein-Liebenstein zu Barchfeld (1832–1912), preußischer Generalleutnant
- Johann Thullner (1880–1937), ungarisch-österreichischer Geistlicher und Politiker
- Maria Wachtler (1935–2016), österreichische Don-Bosco-Schwester und Missionarin